# Kenzo
Imperador Kenzo (顕宗天皇, Kenzo-tennō) foi o 23º Imperador do Japão, na lista tradicional de sucessão.

## Vida
Antes da sua ascensão ao trono, foi chamado de Príncipe Oka e antes disso seu nome era Ohoke no Mikoto . Não há datas concretas que podem ser atribuídas a vida deste imperador ou reinado, mas é convencionalmente considerado que reinou de 485 a 487.
De acordo com o Kojiki e o Nihonshoki Kenzo era neto do Imperador Richu , e filho de Ichinobe no Oshiwa. Quando o Príncipe Oka era bastante jovem o Imperador Yūryaku disparou uma flecha que matou seu pai durante uma expedição de caça, e fez com que tanto ele quanto o Príncipe Oke seu irmão mais velho, fugissem para salvar suas vidas. Eles encontraram refúgio em Akashi na Província de Harima, onde se esconderam vivendo na obscuridade. Histórias desse período falam que os dois irmãos tentaram se misturar a esta comunidade rural, se passando por pastores.
Diz-se que o Príncipe de Harima, Yamanobe no Otate, veio por acaso para Akashi, e naquela época, o Príncipe Oka revelou sua verdadeira identidade. O Príncipe de Harima levou os primos perdidos para o Imperador Seinei, que a esta altura subiu ao trono após a morte de seu pai, o ex-imperador Yūryaku. Seinei convidou os dois irmãos para voltarem à Corte e adotou os dois como seus filhos e herdeiros.
Com a morte de Seinei, como ele não tinha outros herdeiros a não ser os príncipes Oka e Oke.  Oka queria que seu irmão mais velho para se tornasse imperador, mas Oke recusou. Os dois não queriam chegar a um acordo. Os grandes homens da Corte insistiram que um ou outro dos irmãos deveriam aceitar o trono, ao final Oke provou ser mais inflexível. O Príncipe Oka concordou em aceitar o trono, e Kenzo foi finalmente proclamado como o novo imperador, o que criou uma sensação de alívio para todas as pessoas neste período de incerteza.
Ponsonby-Fane indica que Kenzo construiu sua capital em Chikatsu Asuka no Yatsuri no Miya (近飛鳥八釣宮,, [ちかつあすかのやつりのみや] Erro: {{japonês}}: texto da transliteração contém caractere não latino (pos 1) (ajuda)) na Província de Yamato, atualmente entre as Províncias de Osaka e Nara.
Kenzo morreu aos 38 anos, reinando por apenas três anos. Ele também não tinha outros herdeiros. Segundo Isaac Titsingh seu irmão assumiu e se tornou o Imperador Ghenzo, mas seu reinado durou menos de dois ano. Já a Agência da Casa Imperial indica que seu sucessor foi o Imperador Ninken, filho do Imperador Seinei, e por isso seu irmão de criação. O lugar do túmulo imperial (misasagi) do Imperador Kenzo é desconhecido, mas é tradicionalmente venerado num memorial no santuário xintoísta em Osaka, que é oficialmente chamado de ''Kataoka no Iwatsuki no oka no kita no misasagi.